# 燕山路街道
燕山路街道，是中华人民共和国河北省唐山市丰润区下辖的一个乡镇级行政单位。

## 行政区划
燕山路街道下辖以下地区：
燕山一社区、燕山二社区、燕山三社区、新丰东大街社区、新丰白家沟社区、金谷社区、团结社区、新城社区、光华社区、欣园社区、福园社区、建华社区和阳光社区。